# Immanuel Pherai
Immanuel Pherai (Amsterdam, 25 april 2001) is een Nederlands voetballer die doorgaans als aanvallende middenvelder speelt. In 2021 debuteerde hij in het betaald voetbal voor Borussia Dortmund II in de 3. Liga. In juli 2023 verruilde hij Eintracht Braunschweig voor Hamburger SV. In 2024 maakte hij zijn debuut voor het Surinaams voetbalelftal.

## Clubloopbaan

### Jeugd
Pherai begon zijn voetbalcarrière bij Fortius en speelde vervolgens voor SV Geinburgia en korte tijd voor WV-HEDW. Op zevenjarige leeftijd werd hij gescout door AFC. Op twaalfjarige leeftijd maakte hij de overstap van het amateurvoetbal naar de jeugdopleiding van AZ.

#### AZ
Op 20 februari 2016 maakte Pherai zijn debuut voor AZ onder-17 in de met 4–0 gewonnen thuiswedstrijd tegen FC Volendam. Hij viel in de 62e minuut in voor Des Kunst. Een jaar later, op 13 mei 2017, speelde hij zijn eerste en enige wedstrijd voor Jong AZ, tijdens de laatste speelronde van het seizoen 2016/17 in de Tweede Divisie. In de thuiswedstrijd tegen Barendrecht verving hij in de 60e minuut Teun Koopmeiners. Op 23 mei 2017 maakte hij zijn debuut voor AZ onder-19 in de met 10–1 gewonnen wedstrijd tegen Willem II. Pherai viel in de 69e minuut in en gaf tien minuten later een assist op Ferdy Druijf, die de 8–1 scoorde. Een minuut later maakte hij zelf het negende doelpunt na een voorzet van Justin Bakker . Na vier seizoenen in de jeugdopleiding van AZ vervolgde hij zijn loopbaan in de jeugdopleiding van Borussia Dortmund. Bij AZ speelde hij samen met onder anderen Thijs Oosting, Owen Wijndal, en Peer Koopmeiners.

#### Borussia Dortmund
Bij Borussia Dortmund begon Pherai in het team voor spelers onder-17 jaar. Op 13 augustus 2017 maakte hij zijn debuut in de met 0–3 gewonnen uitwedstrijd tegen SG Unterrath. Een week later scoorde hij zijn eerste doelpunt in de met 3–0 gewonnen thuiswedstrijd tegen VfL Bochum –17; in de 67e minuut tekende hij voor het derde doelpunt. Dortmund eindigde als eerste in de Regionalliga West, waarmee het zich plaatste voor de eindronde om het nationaal kampioenschap. In de halve finale werd Bayer 04 Leverkusen over twee wedstrijden verslagen. In de finale tegen Bayern München –17 had Pherai met twee doelpunten een belangrijk aandeel in de 2–3 overwinning.
In het daaropvolgende seizoen promoveerde Pherai naar het elftal onder-19. Dortmund eindigde als tweede in de competitie en plaatste zich opnieuw voor de eindronde. In de halve finale werd Schalke 04. over twee wedstrijden verslagen, waarna  VfB Stuttgart in de finale met 3–5 werd geklopt. Pherai was opnieuw belangrijk met een doelpunt in de 57e minuut (de 3–2) en twee assists. Daarnaast kwam hij dat seizoen in actie in alle zes groepswedstrijden van de UEFA Youth League, waarin hij scoorde tegen Atlético Madrid en Club Brugge. In de jeugd van Borussia Dortmund speelde Pherai onder meer samen met Youssoufa Moukoko en Giovanni Reyna.

### Borussia Dortmund
Aan het einde van het seizoen 2019/20 werd Pherai door trainer Lucien Favre enkele malen als wisselspeler opgenomen in de selectie van het eerste elftal van Borussia Dortmund, al kwam hij niet in actie. In de voorbereiding op het seizoen 2020/21 werd hij opnieuw bij de A-selectie gehaald en nam Favre hem mee op trainingskamp naar de Verenigde Staten.  Tijdens deze voorbereiding trainde hij mee met spelers als Mats Hummels, Axel Witsel en Jadon Sancho. In een oefenwedstrijd tegen Austria Wien maakte hij zijn eerste officieuze doelpunt voor het eerste elftal. Een definitieve doorbraak bleef echter uit. Om zijn kansen op speeltijd en op een plek in Jong Oranje te vergroten, werd hij in de zomer van 2020 verhuurd aan PEC Zwolle.
Na zijn terugkeer uit Nederland kwam Pherai terecht bij Borussia Dortmund II, dat uitkwam in de 3. Liga.. Op 24 juli 2021 maakte hij zijn officiële debuut in het tweede elftal tijdens de met 1–2 gewonnen uitwedstrijd tegen FSV Zwickau.  Trainer Enrico Maaßen stelde hem op als aanvallende middenvelder; in de 12e minuut maakte hij zijn eerste doelpunt na een voorzet van Richmond Tachie.[5] Gedurende het seizoen 2021/22 was Pherai een vaste waarde voor het tweede elftal. Op 7 mei 2022 maakte hij zijn debuut in de Bundesliga tijdens de uitwedstrijd tegen Greuther Fürth. Trainer Marco Rose bracht hem in de 92e minuut in als vervanger van Marco Reus. Vanwege het beperkte perspectief op speeltijd in het eerste elftal, vertrok Pherai in de zomer van 2022 naar Eintracht Braunschweig, uitkomend in de 2. Bundesliga.

#### Verhuur aan PEC Zwolle
In september 2020 werd bekend dat Pherai voor één seizoen werd verhuurd aan PEC Zwolle. Hij maakte zijn debuut in de Eredivisie op 20 september 2020, in de tweede speelronde tijdens de uitwedstrijd tegen AZ. Trainer John Stegeman bracht hem in de 76e minuut in als vervanger van Jesper Drost in een wedstrijd die in 1–1 eindigde. Een week later stond hij tijdens de thuiswedstrijd tegen Sparta voor het eerst in de basis, als linksbuiten. Op 28 oktober 2020 maakte Pherai zijn eerste doelpunt voor PEC, in de met 2–2 gelijkgespeelde uitwedstrijd tegen VVV. In de 36e minuut scoorde hij de 1–1 na een voorzet van Kenneth Paal. Gedurende het seizoen 2020/21 was hij een vaste waarde in het elftal en kwam hij tot 28 competitiewedstrijden en bekerduels. Na afloop van zijn huurperiode keerde hij terug naar Borussia Dortmund.

### Eintracht Braunschweig

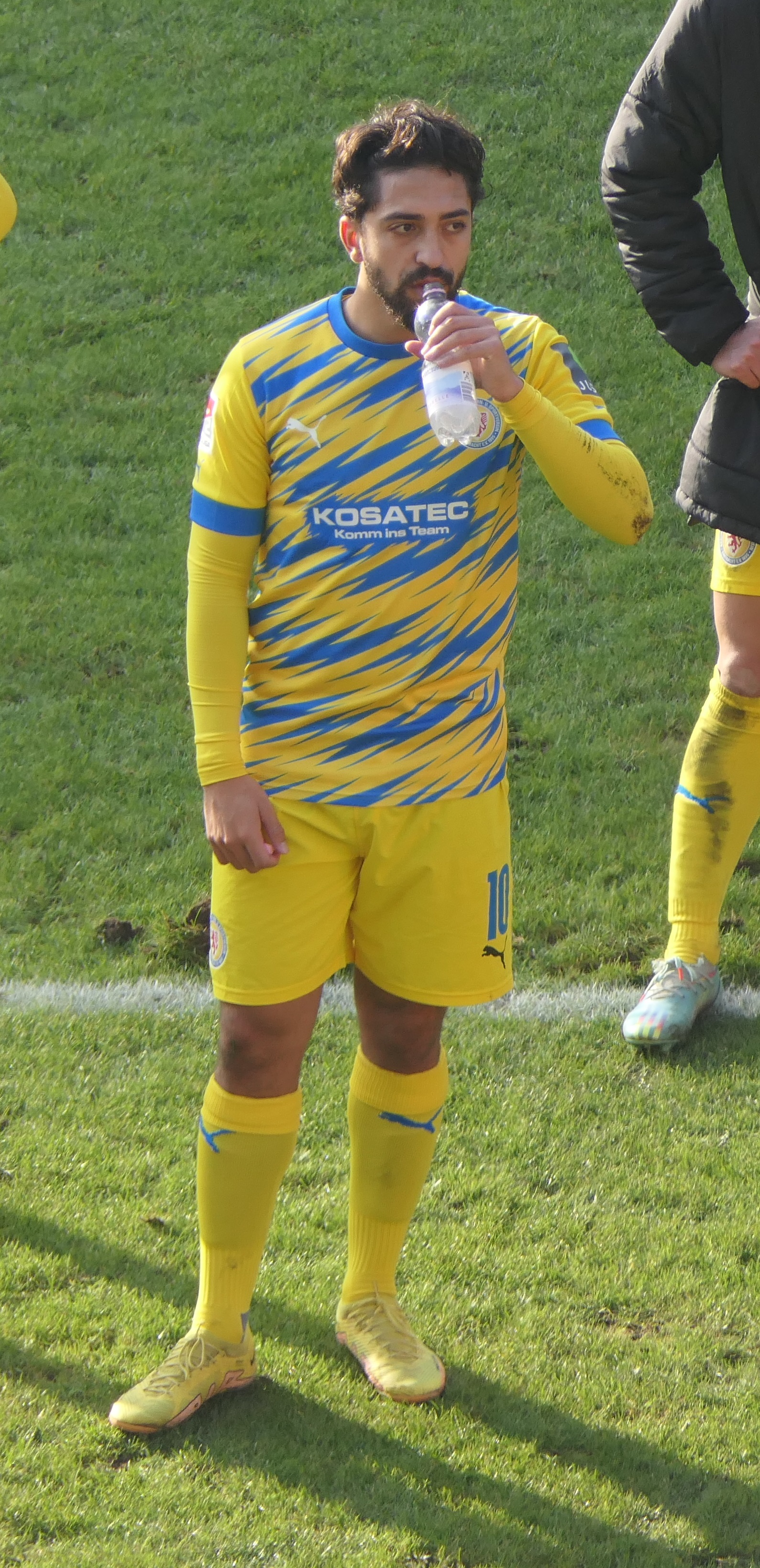
Pherai als speler van Eintracht Braunschweig in 2023

Op 22 juni 2022 tekende Pherai een tweejarig contract bij Eintracht Braunschweig. Hij maakte zijn debuut op 17 juli 2022, tijdens de openingswedstrijd van het seizoen 2022/23, in de met 0–2 verloren thuiswedstrijd tegen  Hamburger SV. Trainer Michael Schiele nam hem op in de basisopstelling en wisselde hem in de 88e minuut voor Anton Donkor. Op 31 juli 2022 maakte Pherai zijn eerste doelpunt voor de club, in de eerste ronde van de DFB-Pokal tegen Hertha BSC. In de verlenging scoorde hij in de 91e minuut de 3–2 na een voorzet van Lion Lauberbach. Daarnaast gaf hij twee assists. De wedstrijd eindigde in 4–4, waarna Braunschweig via strafschoppen doorging naar de volgende ronde. Pherai benutte de eerste penalty van zijn team. In de weken daarna had hij een vaste plek in de basis, met als hoogtepunt de thuiswedstrijd tegen FC St. Pauli waarin hij beide doelpunten maakte bij een 2–1 overwinning. Na de winterstop scoorde hij opnieuw tweemaal in een 3–3 gelijkspel tegen Arminia Bielefeld. In totaal kwam hij tot 29 competitiewedstrijden, waarin hij negen keer scoorde. In de laatste drie duels van het seizoen vond hij telkens het net.[9] Door zijn goede prestaties speelde hij zich in de kijker bij competitiegenoot Hamburger SV, dat hem na afloop van het seizoen overnam.

### Hamburger SV
In juni 2023 tekende Pherai een vierjarig contract bij Hamburger SV, waarmee hij zich tot medio 2027 aan de club verbond. Hij werd daarmee de zestiende Nederlander in de geschiedenis van de Noord-Duitse club. Tijdens de voorbereiding op het seizoen 2023/24 scoorde hij in oefenwedstrijden tegen FC Verden 04 en Red Bull Salzburg. Op 28 juli 2023 maakte Pherai zijn officiële debuut voor Hamburger SV in de openingswedstrijd van het seizoen tegen Schalke 04 , die met 5–3 werd gewonnen. Vanwege een schouderblessure van zijn landgenoot Ludovit Reis  kreeg hij een basisplaats van trainer Tim Walter. In de 17e minuut gaf hij een assist op Robert Glatzel , die de openingstreffer maakte. Na de terugkeer van Reis verdween Pherai tijdelijk uit de basisopstelling, maar keerde terug toen Reis opnieuw geblesseerd raakte tijdens de wedstrijd tegen Greuther Fürth. Op 24 november 2023 maakte Pherai zijn eerste doelpunt voor Hamburger SV, in de met 2–1 gewonnen thuiswedstrijd tegen zijn voormalige club Eintracht Braunschweig. Hij scoorde in de 26e minuut na een voorzet van Glatzel. In de daaropvolgende wedstrijden tegen FC St. Pauli (competitie) en Hertha BSC (DFB-Pokal) was hij opnieuw trefzeker. Ondanks de rentree van Reis behield Pherai zijn basisplaats. Ook na het ontslag van trainer Tim Walter en de aanstelling van diens opvolger Steffen Baumgart bleef hij deel uitmaken van de vaste kern. Hamburger SV sloot het seizoen af op de vierde plaats, waardoor het voor het zesde opeenvolgende seizoen promotie naar de Bundesliga misliep.
In zijn tweede seizoen bij Hamburger SV (2024/25) had Pherai moeite om een vaste plaats in de basis te veroveren, mede door de komst van Adam Karabec. Aan het begin van het seizoen kreeg hij nog regelmatig speeltijd. Op 18 augustus 2024 scoorde hij tweemaal in de met 1–7 gewonnen uitwedstrijd tegen SV Meppen in de eerste ronde van de DFB-Pokal. In de loop van de eerste seizoenshelft werd zijn rol echter kleiner en kwam hij voornamelijk als invaller in actie. Na het ontslag van trainer Steffen Baumgart en de aanstelling van diens opvolger Merlin Polzin, schoof Pherai opnieuw op in de hiërarchie. Vlak voor de winterstop keerde hij terug in de basisopstelling. Kort na de winterstop raakte hij geblesseerd, waardoor hij langere tijd aan de kant stond. Na zijn herstel wist hij zijn basisplaats niet terug te veroveren en fungeerde hij in het resterende deel van het seizoen voornamelijk als wisselspeler. Pherai speelde daarmee een beperkte rol in het seizoen waarin Hamburger SV als tweede eindigde en, na 2.555 dagen, promotie naar de Bundesliga wist af te dwingen.

## Clubstatistieken
| Seizoen                    | Club                   | Competitie      | Competitie | Competitie | Beker | Beker | Internationaal | Internationaal | Overig | Overig | Totaal | Totaal |
| Seizoen                    | Club                   | Competitie      | Wed.       | Dlp.       | Wed.  | Dlp.  | Wed.           | Dlp.           | Wed.   | Dlp.   | Wed.   | Dlp.   |
| -------------------------- | ---------------------- | --------------- | ---------- | ---------- | ----- | ----- | -------------- | -------------- | ------ | ------ | ------ | ------ |
| 2020/21                    | Borussia Dortmund      | Bundesliga      | 1          | 0          | –     | –     | –              | –              | –      | –      | 1      | 0      |
| 2020/21                    | → PEC Zwolle           | Eredivisie      | 27         | 2          | 1     | 0     | –              | –              | –      | –      | 28     | 2      |
| 2021/22                    | Borussia Dortmund II   | 3. Liga         | 31         | 6          | –     | –     | –              | –              | –      | –      | 31     | 6      |
| 2022/23                    | Eintracht Braunschweig | 2. Bundesliga   | 27         | 9          | 2     | 1     | –              | –              | –      | –      | 29     | 10     |
| 2023/24                    | Hamburger SV           | 2. Bundesliga   | 29         | 3          | 2     | 1     | –              | –              | –      | –      | 31     | 4      |
| 2024/25                    | Hamburger SV           | 2. Bundesliga   | 18         | 1          | 1     | 2     | –              | –              | –      | –      | 19     | 2      |
| Carrière totaal            | Carrière totaal        | Carrière totaal | 133        | 21         | 6     | 4     | –              | –              | –      | –      | 139    | 24     |
| Bijgewerkt tot 31 mei 2025 |                        |                 |            |            |       |       |                |                |        |        |        |        |

## Interlandloopbaan
Pherai kwam uit voor diverse Nederlandse jeugdelftallen, waarvoor hij in totaal 38 interlands speelde en acht doelpunten maakte. Hij nam met deze teams niet deel aan een eindtoernooi. Tijdens zijn periode in de vertegenwoordigende jeugdteams speelde hij onder meer samen met Myron Boadu, Mohamed Ihattaren, Brian Brobbey, Joshua Zirkzee en Jurriën Timber. In mei 2024 besloot Pherai uit te komen voor het  nationale elftal van Suriname.] Een maand later maakte hij zijn debuut in de WK-kwalificatiewedstrijd tegen Saint Vincent en de Grenadines..

### Nederlandse jeugdelftallen
Op 24 november 2015 maakte Pherai zijn debuut voor een Nederlands jeugdelftal tijdens de wedstrijd Nederland –15 tegen België –15. Hij viel in de 40e minuut in voor Nigel Thomas in de met 0–4 verloren thuiswedstrijd. In zijn derde interland voor Nederland –15 maakte Pherai op 2 februari 2016 zijn eerste doelpunt voor een Nederlands jeugdelftal. Tijdens een vierlandentoernooi in Turkije scoorde hij in de met 2–1 gewonnen wedstrijd tegen Ierland –15 in de 65e minuut het openingsdoelpunt. Zijn laatste interland voor een Nederlands jeugdelftal speelde hij op 14 oktober 2019 voor Nederland –19 tegen Israël. Deze EK-kwalificatiewedstrijd werd met 0–2 gewonnen en was onderdeel van de kwalificatie voor het Europees kampioenschap in Noord-Ierland. Het toernooi werd uiteindelijk geannuleerd vanwege de COVID-19-pandemie.
| Jeugdinterlands van Immanuel Pherai voor Nederland | Jeugdinterlands van Immanuel Pherai voor Nederland | Jeugdinterlands van Immanuel Pherai voor Nederland | Jeugdinterlands van Immanuel Pherai voor Nederland | Jeugdinterlands van Immanuel Pherai voor Nederland | Jeugdinterlands van Immanuel Pherai voor Nederland |
| №                                                  | Datum                                              | Wedstrijd                                          | Uitslag                                            | Soort Wedstrijd                                    | Doelpunten                                         |
| Als speler bij Nederland –15                       | Als speler bij Nederland –15                       | Als speler bij Nederland –15                       | Als speler bij Nederland –15                       | Als speler bij Nederland –15                       | Als speler bij Nederland –15                       |
| -------------------------------------------------- | -------------------------------------------------- | -------------------------------------------------- | -------------------------------------------------- | -------------------------------------------------- | -------------------------------------------------- |
| 1.                                                 | 24 november 2015                                   | Nederland – België                                 | 0 – 4                                              | Vriendschappelijk                                  |                                                    |
| 2.                                                 | 17 november 2015                                   | België – Nederland                                 | 3 – 1                                              | Vriendschappelijk                                  |                                                    |
| 3.                                                 | 2 februari 2016                                    | Nederland – Ierland                                | 2 – 1                                              | Vriendschappelijk                                  | Goal                                               |
| 4.                                                 | 4 februari 2016                                    | Nederland – Oostenrijk                             | 4 – 0                                              | Vriendschappelijk                                  |                                                    |
| 5.                                                 | 6 februari 2016                                    | Turkije – Nederland                                | 1 – 0                                              | Vriendschappelijk                                  |                                                    |
| 6.                                                 | 7 april 2016                                       | Nederland – Servië                                 | 2 – 1                                              | Vriendschappelijk                                  |                                                    |
| 7.                                                 | 9 april 2016                                       | Nederland – Servië                                 | 1 – 0                                              | Vriendschappelijk                                  |                                                    |
| 8.                                                 | 19 mei 2016                                        | Duitsland – Nederland                              | 1 – 0                                              | Vriendschappelijk                                  |                                                    |
| 9.                                                 | 21 mei 2016                                        | Duitsland – Nederland                              | 1 – 2                                              | Vriendschappelijk                                  |                                                    |
| Als speler bij Nederland –16                       |                                                    |                                                    |                                                    |                                                    |                                                    |
| 1.                                                 | 6 december 2016                                    | Nederland – Tsjechië                               | 1 – 0                                              | Vriendschappelijk                                  |                                                    |
| 2.                                                 | 8 december 2016                                    | Nederland – Tsjechië                               | 3 – 2                                              | Vriendschappelijk                                  |                                                    |
| 3.                                                 | 9 februari 2017                                    | Nederland – Duitsland                              | 1 – 3 (n.s.)                                       | Vriendschappelijk                                  |                                                    |
| 4.                                                 | 12 februari 2017                                   | Nederland – Portugal                               | 1 – 2                                              | Vriendschappelijk                                  |                                                    |
| 5.                                                 | 13 februari 2017                                   | Nederland – Frankrijk                              | 2 – 2                                              | Vriendschappelijk                                  |                                                    |
| 6.                                                 | 8 maart 2017                                       | Nederland – Roemenië                               | 3 – 2                                              | Vriendschappelijk                                  |                                                    |
| 7.                                                 | 10 maart 2017                                      | Nederland – Noorwegen                              | 2 – 1                                              | Vriendschappelijk                                  |                                                    |
| 8.                                                 | 12 maart 2017                                      | Nederland – België                                 | 3 – 2                                              | Vriendschappelijk                                  |                                                    |
| 9.                                                 | 14 juni 2017                                       | Japan – Nederlands                                 | 1 – 3                                              | Vriendschappelijk                                  | Goal                                               |
| 10.                                                | 16 juni 2017                                       | Nederland – Guinee                                 | 1 – 2                                              | Vriendschappelijk                                  |                                                    |
| 11.                                                | 18 juni 2017                                       | USA – Nederland                                    | 2 – 5                                              | Vriendschappelijk                                  |                                                    |
| Als speler bij Nederland –17                       |                                                    |                                                    |                                                    |                                                    |                                                    |
| 1.                                                 | 8 september 2017                                   | Nederland – Israël                                 | 4 – 0                                              | Vriendschappelijk                                  | Goal · Goal                                        |
| 2.                                                 | 10 september 2017                                  | Italië – Nederland                                 | 0 – 2                                              | Vriendschappelijk                                  |                                                    |
| 3.                                                 | 12 september 2017                                  | Duitsland – Nederland                              | 1 – 1                                              | Vriendschappelijk                                  |                                                    |
| 4.                                                 | 9 februari 2018                                    | Nederland – Duitsland                              | 0 – 1                                              | Vriendschappelijk                                  |                                                    |
| 5.                                                 | 11 februari 2018                                   | Portugal – Nederland                               | 0 – 2                                              | Vriendschappelijk                                  | Goal                                               |
| 6.                                                 | 13 februari 2018                                   | Engeland – Nederland                               | 2 – 0                                              | Vriendschappelijk                                  |                                                    |
| Als speler bij Nederland –18                       |                                                    |                                                    |                                                    |                                                    |                                                    |
| 1.                                                 | 5 september 2018                                   | Engeland – Nederland                               | 3 – 0                                              | Vriendschappelijk                                  |                                                    |
| 2.                                                 | 7 september 2018                                   | Frankrijk – Nederland                              | 3 – 0                                              | Vriendschappelijk                                  |                                                    |
| 3.                                                 | 9 september 2018                                   | Nederland – Rusland                                | 3 – 1                                              | Vriendschappelijk                                  | Goal                                               |
| 4.                                                 | 11 oktober 2018                                    | Tsjechië – Nederland                               | 1 – 2                                              | Vriendschappelijk                                  |                                                    |
| 5.                                                 | 15 november 2018                                   | Nederland – Engeland                               | 2 – 2                                              | Vriendschappelijk                                  |                                                    |
| 6.                                                 | 17 november 2018                                   | België – Nederland                                 | 2 – 2                                              | Vriendschappelijk                                  | Goal                                               |
| 7.                                                 | 19 november 2018                                   | Ierland – Nederland                                | 1 – 0                                              | Vriendschappelijk                                  |                                                    |
| 8.                                                 | 22 maart 2019                                      | Nederland – Italië                                 | 2 – 0                                              | Vriendschappelijk                                  |                                                    |
| Als speler bij Nederland –19                       |                                                    |                                                    |                                                    |                                                    |                                                    |
| 1.                                                 | 8 oktober 2019                                     | Nederland – Moldavië                               | 5 – 0                                              | EK-kwalificatie                                    |                                                    |
| 2.                                                 | 11 oktober 2019                                    | Nederland – Letland                                | 8 – 2                                              | EK-kwalificatie                                    |                                                    |
| 3.                                                 | 14 oktober 2019                                    | Nederland – Israël                                 | 2 – 0                                              | EK-kwalificatie                                    |                                                    |
| Bijgewerkt tot 3 januari 2024                      |                                                    |                                                    |                                                    |                                                    |                                                    |

### Surinaams elftal
Pherai maakte op 5 juni 2024 onder bondscoach Stanley Menzo  zijn debuut in het Surinaams nationaal elftal tijdens de WK-kwalificatiewedstrijd tegen Saint Vincent en de Grenadines. In het met 4–1 gewonnen duel in het  Dr. Ir. Franklin Essed Stadion in Paramaribo stond hij in de basis en was betrokken bij twee van de vier doelpunten. Op 26 maart 2025 scoorde hij zijn eerste interlanddoelpunt in de kwalificatiewedstrijd voor de CONCACAF Gold Cup tegen Martinique. In de met 0–1 gewonnen uitwedstrijd maakte hij in de 80e minuut het enige doelpunt.Dankzij deze overwinning plaatste Suriname zich voor de tweede keer in de geschiedenis voor het eindtoernooi in de Verenigde Staten.
| Interlands van Immanuel Pherai voor Suriname | Interlands van Immanuel Pherai voor Suriname | Interlands van Immanuel Pherai voor Suriname | Interlands van Immanuel Pherai voor Suriname | Interlands van Immanuel Pherai voor Suriname  | Interlands van Immanuel Pherai voor Suriname |
| №                                            | Datum                                        | Wedstrijd                                    | Uitslag                                      | Soort Wedstrijd                               | Doelpunten                                   |
| -------------------------------------------- | -------------------------------------------- | -------------------------------------------- | -------------------------------------------- | --------------------------------------------- | -------------------------------------------- |
| 1.                                           | 5 juni 2024                                  | Suriname – Saint Vinc. en de Gr.             | 4 – 1                                        | WK-kwalificatie 2026                          |                                              |
| 2.                                           | 18 juni 2024                                 | Anguilla – Suriname                          | 0 – 4                                        | WK-kwalificatie 2026                          |                                              |
| 3.                                           | 5 september 2024                             | Suriname – Guyana                            | 1 – 3                                        | CONCACAF Nations League 2024/25 (League A)    |                                              |
| 4.                                           | 9 september 2024                             | Guadeloupe – Suriname                        | 1 – 0                                        | CONCACAF Nations League 2024/25 (League A)    |                                              |
| 5.                                           | 12 oktober 2024                              | Suriname – Costa Rica                        | 1 – 1                                        | CONCACAF Nations League 2024/25 (League A)    |                                              |
| 6.                                           | 16 oktober 2024                              | Guyana – Suriname                            | 3 – 1                                        | CONCACAF Nations League 2024/25 (League A)    |                                              |
| 7.                                           | 16 november 2024                             | Suriname – Canada                            | 0 – 1                                        | CONCACAF Nations League 2024/25 (kwartfinale) |                                              |
| 8.                                           | 21 maart 2025                                | Suriname – Martinique                        | 1 – 0                                        | CONCACAF Gold Cup 2025 (kwalificatie)         |                                              |
| 9.                                           | 26 maart 2025                                | Martinique – Suriname                        | 0 – 1                                        | CONCACAF Gold Cup 2025 (kwalificatie)         | Goal                                         |
| Bijgewerkt tot 31 mei 2025                   |                                              |                                              |                                              |                                               |                                              |

## Persoonlijk
Pherai is geboren in Amsterdam en heeft een Braziliaanse moeder en Surinaamse-Hindoestaanse vader.